# Шентянж-при-Дравограду
Шентянж-при-Дравограду (словен. Šentjanž pri Dravogradu) — поселення в общині Дравоград, Регіон Корошка, Словенія. Висота над рівнем моря: 354,1 м.